# Будкі (Луківський повіт)
Будкі (пол. Budki) — село в Польщі, у гміні Кшивда Луківського повіту Люблінського воєводства.
Населення — 168 осіб (2011).
У 1975-1998 роках село належало до Седлецького воєводства.

## Демографія
Демографічна структура станом на 31 березня 2011 року:
|          | Загалом | Допрацездатний вік | Працездатний вік | Постпрацездатний вік |
| -------- | ------- | ------------------ | ---------------- | -------------------- |
| Чоловіки | 82      | 18                 | 53               | 11                   |
| Жінки    | 86      | 19                 | 42               | 25                   |
| Разом    | 168     | 37                 | 95               | 36                   |